# Catedral de Nuestra Señora (Luçon)
La catedral de Nuestra Señora de Luçon o simplemente catedral de Luçon (en francés: Cathédrale Notre-Dame) es una catedral católica de Francia erigida en la ciudad de Luçon, en el Departamento de Vendée, en la región de Países del Loira. Es uno de los edificios más grandes del departamento, después de la iglesia de San Luis de La Roche-sur-Yon y tiene la torre más alta de la región con 85 m. Es la sede de la diócesis de Luçon.
Construida en estilo gótico, sobre todo, presenta antiguas piezas románicas y otra más recientes, de estilo clásico. Varios componentes de la catedral fueron objeto de protección como monumentos históricos.
La abadía fue elevada a catedral en 1317 por el papa Juan XXII, y el territorio de su diócesis se estableció a expensas del obispado de Poitiers.

## Véase también

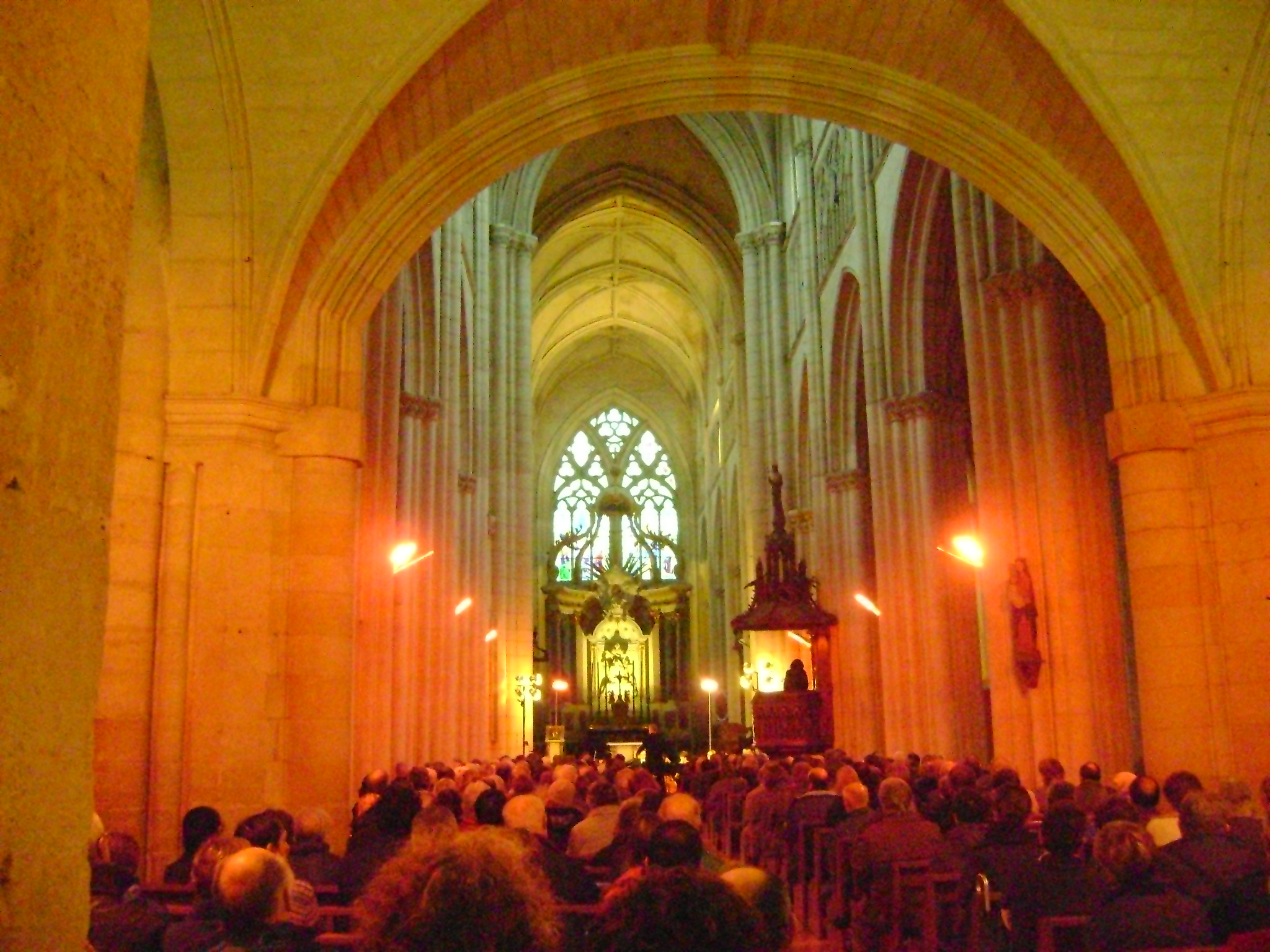
Vista interna